# Vlag van Yorkshire

De vlag van Yorkshire

Een witte roos van York

De vlag van het Engelse graafschap Yorkshire bestaat uit een witte roos van York op een blauwe achtergrond.
De vlag werd ontworpen in de jaren zestig en op 29 juli 2008 geregistreerd door het Flag Institute op verzoek van de Yorkshire Ridings Society. Het ontwerp dat door de YRS werd geregistreerd, was een van de drie rivaliserende vlagontwerpen voor Yorkshire.

## The Ridings - drie traditionele geografische en cultuurhistorische gebieden van Yorkshire
| Vlag | Periode      | Functie                            | Beschrijving |
| ---- | ------------ | ---------------------------------- | --- |
|      | 2013 - heden | Vlag van East Riding of Yorkshire  | De vlag werd op 18 april 2013 door het Flag Institute geregistreerd als de winnende inzending in een wedstrijd die ermee werd georganiseerd. De vlag heeft een witte roos uit Yorkshire, weergegeven in de East Riding-stijl met één kelkblad bovenaan, afgezet tegen een tweekleurige blauwe roos bij de takel, die de zee en de historische maritieme activiteiten van de East Riding vertegenwoordigt en groen in de vlieg symboliseert de rijke landbouwgrond van de plaats. Bovendien betekent de blauwe takelkleur de verbinding van East Riding met heel Yorkshire, terwijl de green naar de vlieg is geplaatst om zijn positie in het oosten van de provincie weer te geven. De hoofdstad van de provincie is Beverley. |
|      | 2013 - heden | Vlag van North Riding of Yorkshire | De vlag werd op 4 mei 2013 door het Flag Institute geregistreerd als de winnende inzending in een wedstrijd die in samenwerking daarmee werd georganiseerd. Het geelgerande blauwe kruis herinnert aan de kleuren (gele sterren op een blauwe achtergrond) van de wapens toegeschreven aan de plaatselijke heilige, Wilfrid van York, een belangrijke figuur in de vroege geschiedenis van de regio. Afgezet tegen een groen veld, verwijzen de drie kleuren in combinatie naar de natuurlijke kenmerken van North Riding; het groen vertegenwoordigt de grote delen van het beroemde nationaal park North York Moors, terwijl het blauw en geel de kustlijn van de Noordzee weerspiegelen (met zijn zandstranden bij Saltburn, Runswick Bay en Redcar Beach bijvoorbeeld) en rivieren als de Swale, Tees en Esk. De hoofdstad van de provincie is Northallerton. |
|      | 2013 - heden | Vlag van West Riding of Yorkshire  | De vlag werd op 23 mei 2013 door het Flag Institute geregistreerd als de winnende inzending in een wedstrijd die in samenwerking daarmee werd georganiseerd. De vlag is voorzien van een "rose-en-soleil" -apparaat dat voor het eerst werd gebruikt door Edward IV bij zijn troonsbestijging, waarbij de White Rose of the House of York werd gecombineerd met het Sun-embleem dat werd gebruikt door zijn koninklijke voorganger, Richard II. In wezen is de rose-en-soleil een meer uitgebreide versie van het embleem van de witte roos dat bij het graafschap hoort en door de voormalige West Riding Council in zijn wapen was gebruikt. Het rozenembleem is geplaatst tegen een rood kruis in Scandinavische stijl en weerspiegelt de Anglo-Scandinavische geschiedenis van de regio in de tijd dat de Ridings voor het eerst werden opgericht. Het kruis kan daarom worden gezien als een Scandinavisch kruis in Engelse kleuren, een grafische inkapseling van lokaal erfgoed en geschiedenis. De hoofdstad van de provincie is Wakefield. |

#### Voorgestelde vlaggen
De vlaggen van de drie Ridings werden allemaal gekozen via afzonderlijke wedstrijden in 2013. In alle drie de gevallen eindigde de wedstrijd met de keuze van de winnende vlag uit een definitieve shortlist van zes ontwerpen.
Finalisten competitie East Riding

Ontwerp A
Ontwerp B
Ontwerp C
Ontwerp D (winnaar)
Ontwerp E
Ontwerp F

Finalisten competitie North Riding

Ontwerp A
Ontwerp B
Ontwerp C
Ontwerp D (winnaar)
Ontwerp E
Ontwerp F

Finalisten competitie West Riding

Ontwerp A (winnaar)
Ontwerp B
Ontwerp C
Ontwerp D
Ontwerp E
Ontwerp F

## Militaire vlaggen
| Vlag | Periode | Functie                           | Beschrijving                                                               |
| ---- | ------- | --------------------------------- | -------------------------------------------------------------------------- |
|      |         | Vlag van Royal Yorkshire Regiment | Tactical Recognition Flash van het Yorkshire Regiment van het British Army |